# Eldon (Iowa)
Eldon es una ciudad situada en el condado de Wapello, en el estado de Iowa, Estados Unidos. Según el censo de 2010 tenía una población de 927 habitantes.

## Geografía
Según la Oficina del Censo de los Estados Unidos, la localidad tiene un área total de 2,9 km², de los cuales 2,88 km² corresponden a tierra firme y el restante 0,02 km² a agua, que representa el 0,69% de la superficie total de la localidad.

## Demografía
Según el censo de 2010, había 927 personas residiendo en la localidad. La densidad de población era de 319,66 hab./km². Había 448 viviendas con una densidad media de 154,48 viviendas/km². El 98,38% de los habitantes eran blancos, el 0,11% afroamericanos, el 0,22% amerindios, el 0,32% de otras razas, y el 0,97% pertenecía a dos o más razas. El 1,08% de la población eran hispanos o latinos de cualquier raza.